# مارتین لبل

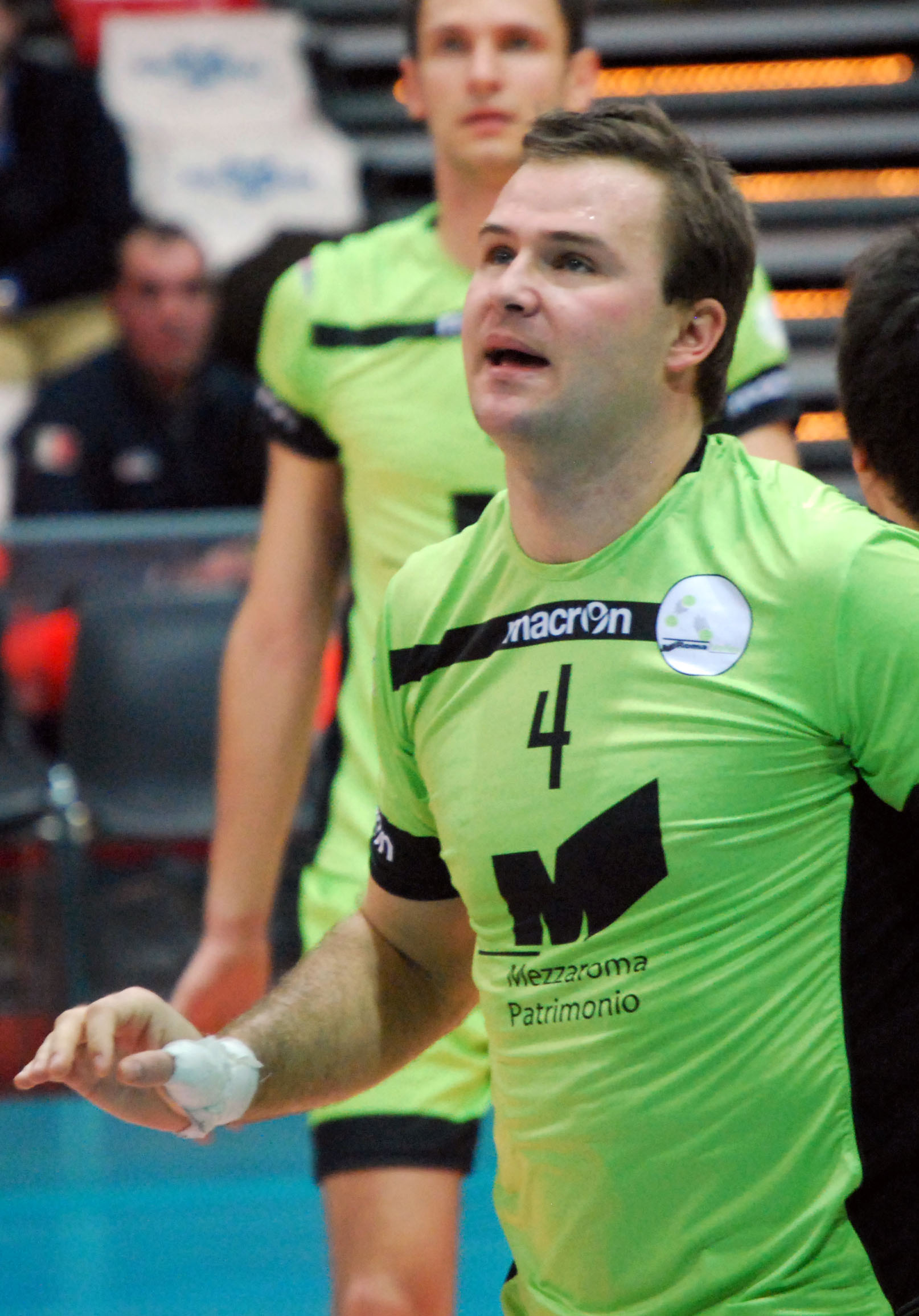
مارتین لِبل

مارتین لِبل (انگلیسی: Martin Lébl) بازیکن والیبال اهل جمهوری چک، عضو تیم ملی والیبال جمهوری چک و باشگاه ام. رم است.
مارتین در مسابقات والیبال قهرمانی اروپا ۲۰۰۱ به عنوان بهترین اسپکر انتخاب شد و در سال ۲۰۰۹ نیز این عنوان خود را در قهرمانی اروپا تکرار نمود.